# Argyrocosma strepens
Argyrocosma strepens är en fjärilsart som beskrevs av Louis Beethoven Prout 1932. Argyrocosma strepens ingår i släktet Argyrocosma och familjen mätare. Inga underarter finns listade i Catalogue of Life.